# Camponotus voeltzkowii
Camponotus voeltzkowii é uma espécie de inseto do gênero Camponotus, pertencente à família Formicidae.